# Eskalation
Unter Eskalation (griechisch σκάλα (skala), „Leiter“; französisch escalier, „Treppe“) versteht man im Konfliktmanagement und in der Politik Verhaltensmuster, die zum Übergang eines Konfliktes in einen höheren Intensitätsgrad durch sich wechselseitig verschärfende Aktionen und Reaktionen beitragen oder in der Organisationslehre zur Verlagerung von Entscheidungen und Informationen auf eine höhere Hierarchieebene in Konfliktsituationen führen. Gegensatz ist die Deeskalation.

## Allgemeines
Eskalationen sind meist auf Konflikte zurückzuführen. Eskalation und Deeskalation sind Verhaltensmuster, die von Konfliktparteien bewusst oder intuitiv eingesetzt werden können. Sie sind im Alltag häufig anzutreffen, sei es in der Privatsphäre, in und zwischen Organisationen und ihren Organen, in der Gesellschaft oder zwischen Staaten.
Die Eskalation ist daher Erkenntnisobjekt in vielen Einzelwissenschaften, so etwa in der Psychologie, Sozialpsychologie, Organisationslehre, Organisationspsychologie und in der Kommunikations- und Konfliktforschung. Die Eskalation von Konflikten im Sinne einer sich verstärkenden, schwer steuerbaren, feindseligen Verschärfung von Interaktionsformen ist so allgegenwärtig wie die Konflikte selbst.

## Konfliktmanagement
Bei Konflikten treffen unvereinbare Handlungstendenzen aufeinander. Eskalation ist im Konfliktmanagement eine Situation, in der Veränderungen im Grad oder in der Intensität eines Konfliktes vorkommen. Die Eskalation tritt dabei nicht unvermittelt auf, sondern ergibt sich aus einer Eskalationshistorie und folgt besonderen, sich selbst verstärkenden Dynamiken. Die Steigerung der Konfliktintensität erfolgt stufenweise. Der Konfliktforscher Friedrich Glasl zählt in seinem Phasenmodell der Eskalation bei Konflikten neun Eskalationsstufen in drei Ebenen auf:
- Ebene 1 (Win-win):
  - Verhärtung: Konflikte werden zunächst nicht wahrgenommen, danach verhärten sich die Standpunkte und Spannungen entstehen.
  - Eine Debatte kann zu Polemik und Polarisierung führen.
  - Es kommt zu Handlungen mindestens einer Konfliktpartei, weil sie meint, dass Worte nicht mehr helfen.
- Ebene 2 (win-lose):
  - Während der Frontenbildung werden Koalitionen gefunden, um die eigene Position zu stärken. Es geht nicht mehr um das Konfliktthema, sondern um den Sieg.
  - Gesichtsverluste werden durch Demaskierung provoziert, eigene Person wird herauf-, die der Konfliktpartei herabgesetzt.
  - Sanktionen (Gewalt, Strafe) und Ultimaten werden gesetzt.
- Ebene 3 (lose-lose):
  - Der gegnerischen Konfliktpartei soll nun Schaden zugefügt werden.
  - Versuch der Zersplitterung der Koalitionspartner der gegnerischen Konfliktpartei, martialische Sprache taucht auf.
  - Die totale Konfrontation lässt keine Rückzugsmöglichkeit mehr zu.

In Ebene 1 lässt sich die Eskalation beenden und der Konflikt noch lösen, in der zweiten Ebene wird eine Konfliktpartei verlieren, in der Ebene 3 verlieren beide Parteien.

## Eskalation politischer Konflikte
Von den 634 Streitigkeiten zwischen Staaten, die zwischen 1900 und 1983 stattfanden, blieben 468 auf zwei Staaten beschränkt. Bei 28 von diesen 468 Konflikten (5,9 %) kam es durch Eskalation zum Krieg. Von den 166 Konflikten zwischen mindestens drei Staaten eskalierten dagegen 39 (23,5 %) zum Krieg. Die Eskalation zum Krieg ist mithin viermal so hoch, wenn mehr als zwei Staaten in einen Konflikt verwickelt sind, denn mit jeder zusätzlichen Einmischung eines Staates steigt die Eskalationswahrscheinlichkeit dramatisch an. Die Intervention des ersten Staates erhöht die Wahrscheinlichkeit einer Eskalation zum Krieg von 6 % auf 17 %, die eines zweiten Staates auf 22 % und die eines dritten Staates auf 36 %.

## Organisationslehre
Auch in der Organisationslehre ist ein Konflikt der Ausgangspunkt für eine Eskalation. In Unternehmen werden im Wege der Delegation bestimmte Entscheidungen auf untere Hierarchieebenen übertragen. Die von dieser Delegation begünstigten Entscheidungsträger müssen bei Störungen im Rahmen des Störungsmanagements vertikal eskalieren, indem sie die eigentlich in ihrem Kompetenzbereich liegende Entscheidung auf die nächsthöhere Ebene verlagern (hierarchische Eskalation). Störungen können Ressortkonflikte oder entgegengesetzte Entscheidungen verschiedener Entscheidungsträger im selben Fall sein. Dabei handelt es sich nicht um unerlaubte Rückdelegation. Beispiele hierfür sind bei Ressortkonflikten, wenn ein Experte nicht für ein Projekt abgestellt wird, im Bankwesen bei Kreditentscheidungen die entgegengesetzten Voten in selben Kreditfall (siehe Marktfolge) oder im Gerichtswesen, wenn ein Oberlandesgericht unter bestimmten Voraussetzungen von einer Entscheidung eines anderen Oberlandesgerichts abweichen will (§ 121 Abs. 2 GVG). In allen Beispielen ist die nächsthöhere Hierarchieebene anzurufen, bei Oberlandesgerichten entscheidet final der Bundesgerichtshof.
Im Projektmanagement beschreibt Eskalation wertneutral die stufenweise Delegation eines Projekt-Problembereiches in eine höhere Instanz. Dies tritt regelmäßig dann ein, wenn die eskalierende Ebene keine ausreichenden Mittel oder Handlungsspielräume bzw. Kompetenzen hat, um Maßnahmen zur Behebung des Problems einzuleiten. In der Regel wird hierzu der sogenannte Lenkungsausschuss angerufen.
Führungskräfte haben häufig mit Konflikten zu tun, entweder weil sie zwischen Mitarbeitern entstehen oder weil sie selbst in Streitigkeiten involviert sind. Unter Führungsaspekten bestehen echte Konflikte aus einer Handlungslähmung bei der Arbeit, einer Eskalation und einer persönlichen Involviertheit. Vorgesetzte müssen die drohende oder eingetretene Eskalation erkennen und sich aktiv um eine Konfliktlösung bemühen.

## Sozialpsychologie
Im Bereich der Sozialpsychologie, Kommunikationstheorie und der Systemischen Sozialarbeit wird der Begriff der Eskalation verwendet, um Beziehungsentwicklungen zu charakterisieren, die einen sich steigernden Intensitätsverlauf zeigen, wie etwa Konkurrenzbeziehungen und Verliebtheitsentwicklungen.
Auch komplementäre Beziehungen können eskalieren: So kann etwa ein zu großes Hilfsangebot dazu führen, dass die Person, der geholfen wird, immer hilfloser wird, was wiederum zu einer Steigerung des Hilfsangebotes führt.
Eine Sonderform der Eskalation stellt hier der Kaskadeneffekt dar. Er beschreibt eine absteigende soziale Karriere, bei der die Reaktionen einer Person oder Gruppe auf ein Unglück zum Auslöser für das nächste werden.

## Sonstige Fachgebiete
Eine wichtige Rolle spielt der Eskalationsbegriff auch in der Evolutionsbiologie. Dort wird als Eskalation das Phänomen bezeichnet, dass in der Entwicklungsgeschichte der Tiere und Pflanzen zum einen immer mehr Organismen Angriffs- und Verteidigungswaffen hervorgebracht haben und dass zum anderen diese Waffen immer wirksamer geworden sind.
In der Informatik wird der Begriff in der Datenbanktheorie bei hierarchischen Sperrverfahren gebraucht; die so genannte Sperreskalation bezeichnet den Vorgang, wenn viele feingranulare Sperren auf Objekte einer niederen Ebene aufgehoben werden und stattdessen weniger und grobgranularere Sperren auf Objekte einer höheren Ebene gesetzt werden, damit der Aufwand zur Verwaltung der Sperren gemindert wird; dieser Vorgang hat allerdings eine gesteigerte Wahrscheinlichkeit für Sperrkonflikte zur Folge.
Oft wird der Begriff auch in der Umgangssprache unter Jugendlichen gebraucht. In diesem Fall bedeutet Eskalation, dass so viel von einer Droge konsumiert wird, bis ein Rauschzustand eintritt bzw. noch über diese Grenze hinaus.

## Verlusteskalation
Als Verlusteskalation bezeichnet man in Unternehmen den Sachverhalt, „schlechtem Geld noch gutes Geld hinterherzuwerfen“, also Fehlinvestitionen nicht abzubrechen, sondern weitere Mittel zu ihrer „Rettung“ einzusetzen. Die Entscheidungsträger halten an ihrer Fehlentscheidung fest und versuchen, durch weiteren Kapitaleinsatz die Fehlentscheidung zu korrigieren. Die Verlusteskalation kann in drei Formen vorkommen:
- Bei einer Investition treten unvorhergesehene investitionserhöhende Ereignisse ein.
- Es kommt zu unvorhergesehenen Nutzenminderungen bei gleichem Investitionsaufwand.
- Die Investition richtet unvorhergesehene Schäden an.

Dabei beruht die Verlusteskalation auf drei Grundlagen:
- Ein objektives Risiko wird subjektiv unterschätzt.
- Bereits realisierte Verluste werden als versunkene Kosten (englisch Sunk costs) bewertet, die wegen ihrer „faktischen Unvermeidlichkeit“ nicht weiter berücksichtigt werden.
- Es beginnt eine neue Gewinn-Verlust-Kalkulation.

Der – eigentlich notwendige – Abbruch einer Fehlinvestition wird als zu vermeidende Fehlentscheidung betrachtet.
Beispielsweise kommt es im Bankwesen im Kreditgeschäft zur Verlusteskalation, wenn sich das Kreditrisiko eines Kreditnehmers erhöht und ein Kredit zum notleidenden Kredit wird, die Bank jedoch in der Hoffnung auf Sanierung keine Kreditkündigung ausspricht oder gar weitere Kredite gewährt.